# Combat de Bama
Pour les articles homonymes, voir Bataille de Bama.
Notes
105 prisonniers délivrés par Boko Haram
Insurrection de Boko Haram
Batailles
Le combat de Bama a lieu lors de l'insurrection de Boko Haram. Le 7 mai 2013, Boko Haram lance une attaque sur la ville de Bama, tenue par l'armée et la police nigériane.

## Déroulement
Le 7 mai 2013, à 5 heures du matin, 200 combattants de Boko Haram transportés par 18 autocars et véhicules Hilux armés de mitrailleuses antiaériennes se portent sur la ville de Bama.
Les jihadistes attaquent une caserne militaire, une caserne de police, une prison et un poste mobile et un commissariat de police, ainsi qu'une clinique. L'attaque sur la caserne tenue par l'armée est repoussée, une dizaine d'assaillants y sont tués et deux autres sont faits prisonniers. Cependant, les islamistes parviennent à entrer dans la prison où ils abattent tous les gardiens qu'ils croisent. 105 prisonniers sont délivrés par les combattants de Boko Haram. Les combats sur la caserne de la police sont également meurtriers, les défenseurs du bâtiments sont attaqués à la grenade et de nombreux véhicules sont incendiés.
Le bilan humain est de 22 policiers, 14 gardiens, 2 soldats et 4 civils tués par les assaillants, lesquels déplorent également 13 morts.